# 孟献子
孟獻子（約前624年—前554年），姬姓，魯国孟孙氏第4代（第5位）宗主，名蔑，世稱仲孙蔑，諡號獻，是孟文伯的儿子。根据《左传》记载，他并非长子，另有兄长。
前599年，周定王派刘康公出使鲁国，向鲁国的卿大夫分派礼物。季文子和孟献子很俭朴，而叔孙宣伯和公孙归父却很奢侈。他多次到周朝京師洛邑和晉國。前575年，叔孙宣伯与鲁成公的母亲穆姜私通，想要除掉季文子和孟献子而夺取他们的家产。穆姜要求鲁成公驱逐季文子和孟献子，鲁成公正在參加鄢陵之战。最后結果叔孙宣伯被驅逐，其弟叔孫豹回國嗣位。
前572年，孟獻子幫助宋國華元，讨伐魚石。第二年，與晉國建虎牢關控制鄭國。前568年，接待吳國來使。前563年，攻打偪陽，叔梁紇力擎城門，孟獻子說他“《诗》所谓‘有力如虎’者也。”魯襄公十九年（前554年）八月丙辰，仲孙蔑去世。
| 前任： 叔孟惠叔仲孙难 | 魯國孟孙氏宗主 前7世紀末—前554年 | 繼任： 子孟庄子仲孙速 |